# Жиже (стрип-цртач)
Жиже (фр. Jijé, право име Жозеф Жилен /фр. Joseph Gillain/ 13. јануара 1914. у Жедену, Белгија — умро 19. јуна 1980. у Версају, Француска) је белгијски стрип-цртач, најпознатији по раду на стрипу Спиру и Фантазио (фр. Spirou et Fantasio) те као творац Џерија Спринга (фр. Jerry Spring), првог значајнијег европског вестерн-стрипа.
Један је од неколико европских цртача стрипова који са једнаким успехом окушао и у реалистичком и у хумористичком стрипу, развијајући при тим препознатљив графички стил. Његови најпознатији ученици и следбеници у домену хумористичког стрипа су Андре Франкен, Морис, Вил, Пејо и Жан Роба, а у реалистичком стрипу Жан Жиро (чији је графички стил у почетку каријере био под јаким Жижеовим упливом), Жан-Клод Мезјер и Ги Мумину.

## Најважнији стрипови
- Спиру и Фантазио (фр. Spirou et Fantasio, 1940 — 1950, 2 албума и неколико краћих епизода)
- Џери Спринг (фр. Jerry Spring, 1954 — 1980, 21 албум)